# Richard D. Zanuck
Richard D. Zanuck (Los Angeles (Califòrnia), 13 de desembre de 1934 - Beverly Hills, 13 de juliol de 2012) va ser un productor estatunidenc. Richard Zanuck ve d'una família del cinema, ja que és fill del famós productor Darryl F. Zanuck i de l'actriu del cinema mut Virginia Fox, filla del fundador de la Fox: William Fox.

## Biografia
Richard Zanuck va néixer a Los Angeles en una família de cinema, ja que és fill del productor Darryl F. Zanuck i l'actriu del cinema mut Virginia Fox. Després d'estudiar a la Universitat Stanford, va treballar per a la 20th Century Fox, on el seu pare va ser vicepresident. El 1959, va realitzar la seva primera pel·lícula, Compulsió de Richard Fleischer. No obstant això, ha tingut un parell de fracassos durant la dècada dels seixanta (incloent-hi Doctor Dolittle) que suposen la seva destitució pel seu pare. Aquest últim convoca el consell d'administració, ja que Richard acaba de posar fi al contracte de Geneviève Gilles, la protegida del seu pare, i aconsegueix fer-la fora, a desgrat de la seva esposa, Virginia Fox, que dona suport el seu fill.
Richard Zanuck després es va unir a les files de la Warner Bros., abans de fundar The Zanuck/Brown Company amb David Brown. L'empresa produirà les primeres pel·lícules de Steven Spielberg i diversos altres èxits com Cocoon i Tot passejant Miss Daisy, abans de deixar les seves activitats. Zanuck va continuar la seva carrera com a productor. Des de 2001, s'associa amb Tim Burton per produir la majoria de les seves pel·lícules començant per El planeta dels simis.
El 1974, Richard Zanuck produeix Boja evasió, una pel·lícula dirigida per Steven Spielberg. L'any següent, es va produir l'èxit de Jaws que va arribar al cim de la taquilla amb 260 milions de dòlars d'ingressos als Estats Units.
Richard Zanuck es va casar tres vegades. Es va casar amb Lili Gentle el 1958. La parella es va separar deu anys més tard, l'any 1968. El mateix any, es va casar amb l'actriu Linda Harrison, que es va divorciar el 1978 per tornar-se a casar amb Lili Fini.
Va morir d'un atac de cor el 13 de juliol de 2012 a Los Angeles.

## Filmografia
- 1959: Compulsion
- 1961: Sanctuary
- 1962: The Chapman Report
- 1965: Somriures i llàgrimes (The Sound of Music)
- 1973: SSSSSSS
- 1973: El cop (The Sting)
- 1974: Willie Dynamite
- 1974: Boja evasió (The Sugarland Express)
- 1974: El molí negre (The Black Windmill)
- 1974: The Girl from Petrovka
- 1975: Llicència per matar (The Eiger Sanction)
- 1975: Tauró (Jaws)
- 1978: Jaws 2
- 1980: The Island
- 1981: Veïns (Neighbors)
- 1982: Veredicte final (The Verdict)
- 1985: Cocoon
- 1985: Target
- 1988: Cocoon: The Return
- 1989: Tot passejant Miss Daisy (Driving Miss Daisy)
- 1991: Fins al límit (Rush)
- 1993: Rich in Love
- 1994: Amnèsia perillosa (Clean Slate)
- 1995: La llegenda de Wild Bill (Wild Bill)
- 1996: La brigada de Mulholland (Mulholland Falls)
- 1996: Chain Reaction
- 1998: Deep Impact
- 1999: Execució imminent (True Crime)
- 2000: Normes d'intervenció (Rules of Engagement)
- 2001: Planet of the Apes
- 2002: Reign of Fire
- 2002: Road to Perdition
- 2003: Big fish
- 2004: Dead Lawyers (TV)
- 2005: Charlie i la fàbrica de xocolata (Charlie and the Chocolate Factory)
- 2007: Sweeney Todd: Le Diabolique Barbier de Fleet Street
- 2010: Alice in Wonderland
- 2010: Lluita de titans (Clash of the Titans)
- 2012: Ombres tenebroses (Dark Shadows)